# Mundering

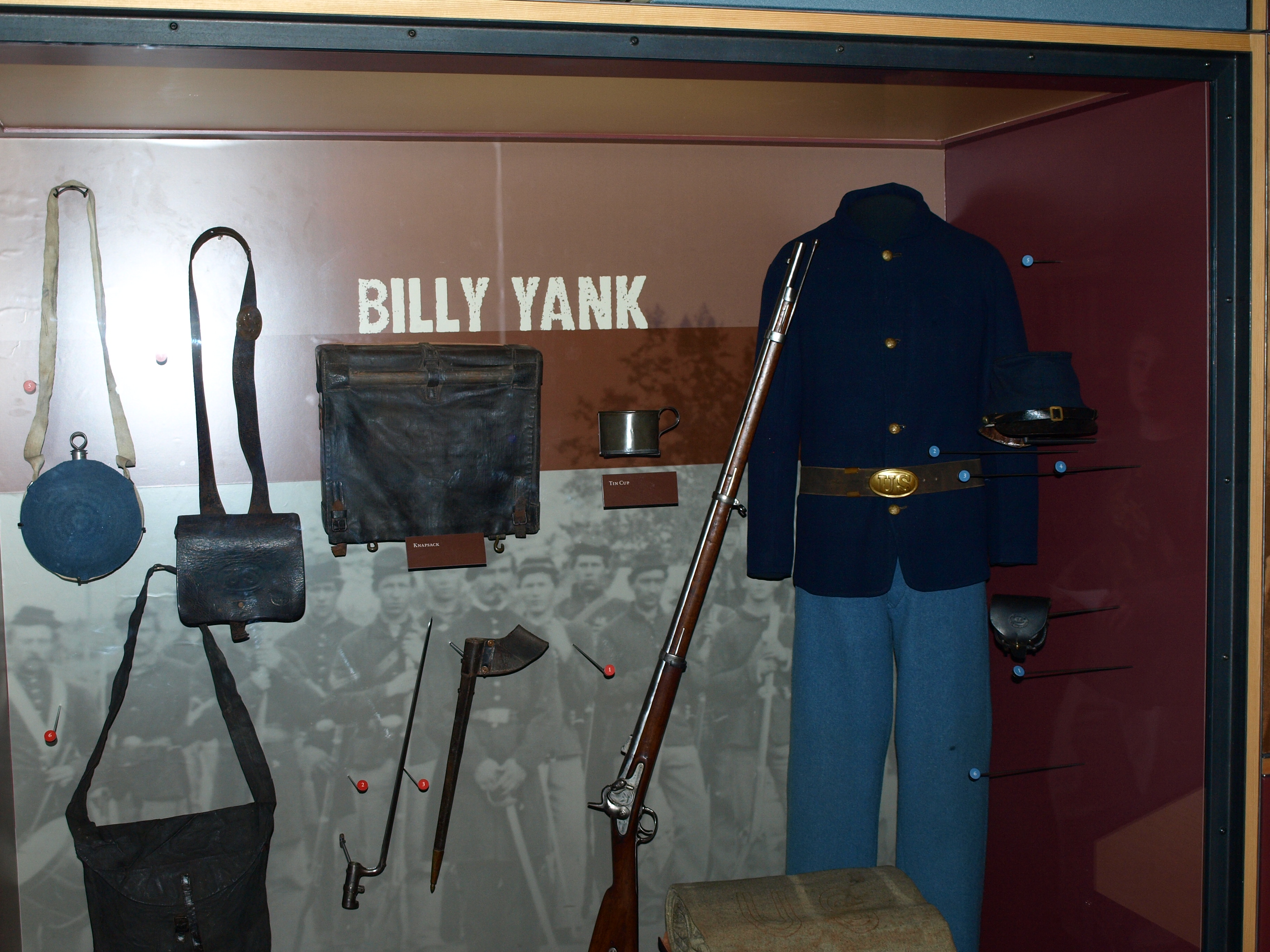
Stridsmundering från 1800-talet.

Mundering avser en fullständig uppsättning kläder och annan utrustning som bärs för ett specifikt syfte, särskilt i militära sammanhang. För att förtydliga innebörden talar man ofta om full mundering.
Mundering kallades förr soldatens beklädnad, särskilt på olika omgångar av denna (första och andra mundering, livmundering, släpmundering och så vidare), samt vissa hästutredningspersedlar.
I stridsmundering ingår en soldats uniform, vapen och övriga utrustning. Med hästmundering avses sadel och betsel, men ibland kan även andra utrustningsdetaljer ingå. Begreppet mundering kan även användas om exempelvis en idrottares personliga utrustning och om rituella och ceremoniella kläder.

## Historik
Mundering (av montera) kallades i Sverige soldatens beklädnad och särskilt en omgång av densamma. Inom de flesta av de europeiska arméerna underhölls i regel tre munderingar för varje i ständig tjänstgöring varande soldat: en ny för utryckning i krig, en fullt brukbar för användande i fredstid och en sliten och lagad för släptjänst, fastän det i verkligheten fanns flera; för hela krigsstyrkan fanns vanligen en ny mundering. Av hästmunderingar underhölls vanligen en krigsmundering och en i bruk varande.
Vid de svenska rotehållstrupperna underhölls alltsedan Karl XI:s tid två munderingar för varje man, en livmundering, som användes under regementsmöten och särskilda kommenderingar samt vid utryckning till krig, och en släpmundering, som begagnades vid övriga tillfällen i fredstid. Livmunderingen har alltid underhållits av kronan, varemot rotehållaren enligt Karl XI:s bestämmelser skulle bestå soldaten så kallade släpkläder, mot det att denne arbetade hos honom. Så småningom försvann släpkläderna, varemot roten bidrog med hälften till soldatens beklädnad. Detta fortsatte till 1858, då rotarna befriades från beklädnadsbidraget under förutsättning, att det av riksdagen till beklädnaden anvisade anslaget fortfarande skulle utgå. Vid rusthållstrupperna var rusthållarna skyldiga att anskaffa och underhålla munderingarna, som även var två, samt hästmunderingen, tills denna skyldighet 1885 och 1886 övertogs av staten mot en årlig avgift av 40 kronor för varje beridet och 20 kronor för varje avsuttet nummer. Det hade emellertid blivit bestämt, att livmunderingen inte fick användas i fredstid utan särskilt medgivande. Enligt 1887 års beklädnadsreglemente skulle för varje indelt soldat underhållas tre munderingar, en första, avsedd för krigsbehov, en andra till vanligt bruk i fredstid och en tredje till exercis och släptjänst. Livmunderingen förvarades hos rote- och rusthållarna i rotekistan eller rustkammaren eller i regementsförrådet. För beväringens exercerande 
styrka underhölls en liv-(första)mundering för krigs- och en släp-(andra)mundering för fredsbruk, båda förvarade i regementsförråden. Av kappor och hästmunderingar underhölls i vanliga fall endast en omgång. Ungefärligen motsvarande bestämmelser gällde vid de värvade trupperna. Enligt 1907 års reglemente för intendenturmaterielen utgjordes munderingsutrustningen av en för krigsbruk avsedd ny mundering för hela styrkan, kallad krigsreserv, 
av en allmän reserv ävensom av persedlar, avsedda för fredsbruk, vilka persedlar fortfarande torde uppdelas i olika munderingar.
Munderingsanslag kallades det belopp, som årligen utgick till varje regemente för munderingens vidmakthållande. Anslaget uppgick till 33 öre för varje man och tjänstgöringsdag.